# نیهاو
نیهاو (هاوایی: [ˈniʔiˈhɐw])، غربی‌ترین جزیرهٔ جزایر هاوایی در ایالات متحدهٔ آمریکا است. این جزیره در فاصلهٔ ۱۷٫۵ مایل (۲۸٫۲ کیلومتر) جنوب غربی کوآئی در آن سوی کانال کاولاکاهی واقع شده است و مساحت آن ۶۹٫۵ مایل مربع (۱۸۰ کیلومتر مربع) است. چندین دریاچهٔ فصلی، زیستگاه‌هایی برای چنگر هاوایی، چوب‌پای هاوایی و مرغابی هاوایی فراهم می‌کنند. این جزیره به عنوان زیستگاه بحرانی برای بریگامیا اینسیگنیس، گونه‌ای بومی و در خطر انقراض از لوبلیوئیدهای هاوایی شناخته شده است. ادارهٔ سرشماری ایالات متحدهٔ آمریکا نیهاو و جزیرهٔ همجوار را به عنوان بخش سرشماری ۴۱۰ از شهرستان کائوآئی، هاوایی تعریف کرده است. جمعیت آن در سرشماری ۲۰۰۰ ایالات متحدهٔ آمریکا ۱۶۰ نفر بوده که بیشتر آنها هاوایی‌های بومی بودند؛ جمعیت آن در سرشماری ۲۰۱۰ میلادی ۱۷۰ نفر بود که در سرشماری ۲۰۲۰ میلادی، جمعیت به ۸۴ نفر کاهش یافته بود.
الیزابت سینکلر نیهاو را در سال ۱۸۶۴ به قیمت ۱۰,۰۰۰ دلار آمریکا (حدود ۱۹۰٬۰۰۰ دلار در ۲۰۲۵) از پادشاهی جزایر هاوایی خریداری کرد. مالکیت خصوصی جزیره به نوادگان او، رابینسون‌ها منتقل شد. در طول جنگ جهانی دوم، جزیره محل وقوع واقعهٔ نیهاو بود که پس از حمله به پرل هاربر، یک خلبان نیروی دریایی ژاپن جنگنده‌اش در جزیره سقوط کرد و از ساکنان جزیره که از نژاد ژاپنی بودند کمک دریافت کرد.
این جزیره که به عنوان «جزیرهٔ ممنوعه» نیز شناخته می‌شود، به همهٔ خارجی‌ها به جز خانوادهٔ رابینسون و خویشاوندانشان، پرسنل نیروی دریایی ایالات متحدهٔ آمریکا، مقامات دولتی و مهمانان دعوت‌شده، ممنوع است. از سال ۱۹۸۷ به بعد، تعداد محدودی از تورهای تفریحی فعالیت‌های تحت نظارت و سافاری‌های شکار را در این جزیره آغاز کردند. جزیره در حال حاضر توسط برادران بروس و کیت رابینسون مدیریت می‌شود. مردم نیهاو به خاطر مهارت‌های خود در ساختن لی پوپو (لی با صدف) معروف هستند. 